# Malegno

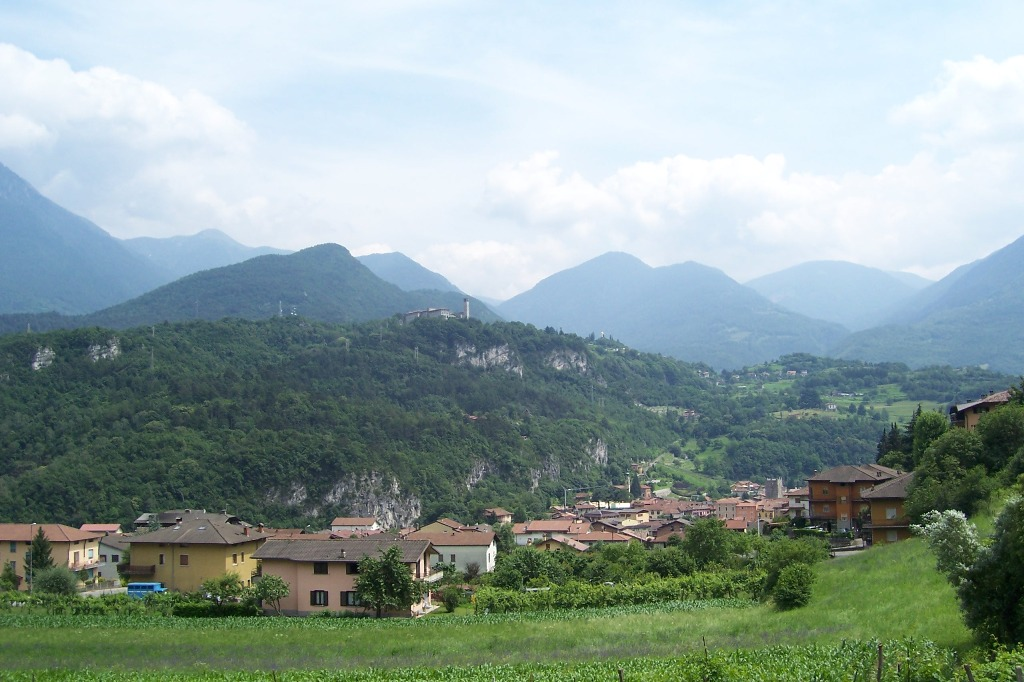
Malegno

Malegno ist eine norditalienische Gemeinde (comune) mit 1926 Einwohnern (Stand 31. Dezember 2023) in der Provinz Brescia in der Lombardei. Die Gemeinde liegt etwa 50 Kilometer nördlich von Brescia am Oglio und dessen Zufluss Lanico im Valcamonica und gehört zur Comunità Montana di Valle Camonica.

## Verkehr
Südwestlich an der Gemeinde vorbei führt die Strada statale 42 del Tonale e della Mendola von Treviglio nach Bozen. Der Bahnhof Cividate-Malegno liegt an der Bahnstrecke Brescia–Iseo–Edolo.